# Malá Lhota
Malá Lhota (en allemand : Klein Lotta) est une commune du district de Blansko, dans la région de Moravie-du-Sud, en Tchéquie. Sa population s'élevait à 154 habitants en 2020.

## Géographie
Malá Lhota se trouve à 8 km à l'ouest-nord-ouest de Blansko, à 23 km au nord-nord-ouest de Brno et à 170 km au sud-est de Prague.
La commune est limitée par Žernovník au nord, par Černá Hora à l'est, par Újezd u Černé Hory au sud, et par Lubě à l'ouest.

## Histoire
La première mention écrite de la localité date de 1596.